# Parapericonia sessilispora
Parapericonia sessilispora är en svampart som beskrevs av Alcorn & P.M. Kirk 1985. Parapericonia sessilispora ingår i släktet Parapericonia, divisionen sporsäcksvampar och riket svampar.   Inga underarter finns listade i Catalogue of Life.